# II. Theobald navarrai király
A Champagne-i házból származó II. Theobald (franciául: Thibaut, magyarosan: Tibold), (?, 1239. december 7. –‎ Trapani, 1270. december 4.) navarrai király (1253 – 1270), egyidejűleg V. Theobald néven Champagne grófja. Apja, I. (Utószülött, avagy Trubadúr) Theobald (1201 – 1253), aki navarrai királyként 1234-től 1253-ig uralkodott, IV. Theobald néven Champagne grófja (1201 – 1253) volt. Anyja Bourbon Margit navarrai királyné volt

## Élete
II. Theobald, apja nyomdokain haladva, folytatta a Navarrai Királyságban a francia intézmények bevezetését, továbbá törekedett a királyi hatalom erősítésére is. Felesége, Izabella (1242 – 1271), a Capeting-dinasztiából származott, apja IX. (Szent) Lajos (1215 – 1270), Franciaország királya (1226 – 1270) volt. II. Theobald elkísérte az apósát az egyesek által hetedik, mások által nyolcadiknak tartott keresztes hadjáratra, amely alatt IX. Lajos király Karthágó közelében, Tunisz ostromára készülve, 1270-ben, elhunyt. Visszafelé tartva, Szicíliában, még ebben az évben, II. Theobald is meghalt, de az őt elkísérő felesége sem térhetetett haza, a következő évben (1271), útközben, ő is elhunyt.
II. Theobaldnak csak egy házasságon kívüli lánya született, emiatt az utóda az öccse, I. (Kövér) Henrik (1249 – 1274) lett.